# 4 апреля
4 апреля — 94-й день года (95-й в високосные годы) по григорианскому календарю.
До конца года остаётся 271 день.
До 15 октября 1582 года — 4 апреля по юлианскому календарю, с 15 октября 1582 года — 4 апреля по григорианскому календарю.
В XX и XXI веках соответствует 22 марта по юлианскому календарю.

## Праздники и памятные дни

### Международные
- ООН — Международный день просвещения по вопросам минной опасности и помощи в деятельности, связанной с разминированием.
- День Интернета.
- НАТО - День НАТО[2][3]

### Национальные
- Сенегал — День Независимости.

### Религиозные

#### Католицизм
- Память Исидора Севильского (636);
- память Тигернаха Клонского (549);
- память Бенедикта Мавра (1589);
- память Гаетано Катанозо (1963);
- память Зосимы Палестинского (ок. 560).

#### Православие[4][5][6]
- Память священномученика Василия Анкирского, пресвитера (362—363);
- память мученицы Дросиды Римской, дочери царя Траяна, и с нею дев Аглаиды, Аполлинарии, Дарии, Мамфусы, Таисии (104—117)[7];
- память преподобного Исаакия исповедника, игумена Далматского (IV).
- празднование иконы Божией Матери «Изборская».

### Именины
- Католические: Бенедикт, Гаетано, Зосима, Исидор, Тигернах.
- Православные: Аглаида, Аполлинария, Василий, Дарья, Дросида,  Исаакий,  Мамфуса, Таисия[4][5][6].

## События
См. также: Категория:События 4 апреля

### До XVIII века
- 503 год до н. э. — триумф римского консула Агриппы Менения Ланата в честь победы над сабинянами[8].
- 190 — полководец Дун Чжо приказал войскам эвакуировать столицу Лоян и сжечь её дотла[9].
- 611 — майяский правитель Укай-Кан грабит город Паленке[10].
- 619 — надпись Биджапур-Мумбаи описывает битву[англ.] на Нармаде[11].
- 801 —  король Людовик Благочестивый отбивает Барселону у мавров после многомесячной осады[12].
- 1147 — в этот день князь Суздальский Юрий Владимирович Долгорукий устроил великий пир в честь своего союзника князя Новгород-Северского Святослава Ольговича. Проходило пиршество в никому до того времени не известной Москве, что послужило причиной первого упоминания этого города в Ипатьевской летописи.
- 1297 — Папа римский передал Корсику и Сардинию во владение короля Арагона.
- 1350 — Польша и Венгрия поделили между собой галицко-волынские земли.
- 1482 — великий князь Иван III Васильевич заключил договор с князем Михаилом Андреевичем Можайским. Согласно его тексту, князь завещал после своей смерти Белоозеро великому князю. Это было значительным ущемлением прав сына Михаила Андреевича — Василия и стало началом в наступлении Ивана III на права удельных князей.
- 1541 — Испанский иезуит Игнатий де Лойола первым получает высшее генеральское звание.
- 1558 — Иван Грозный дал право купцам Строгановым использовать все невозделанные земли в бассейне Камы.
- 1581 — бывший пират Фрэнсис Дрейк завершил кругосветное путешествие. Королева Елизавета I прибыла на борт его судна «Пеликан» и посвятила его в рыцари.
- 1660 — английский король Карл II опубликовал Бредскую декларацию, в которой поставил условия своего возвращения в Англию и реставрации монархии.

### XVIII век

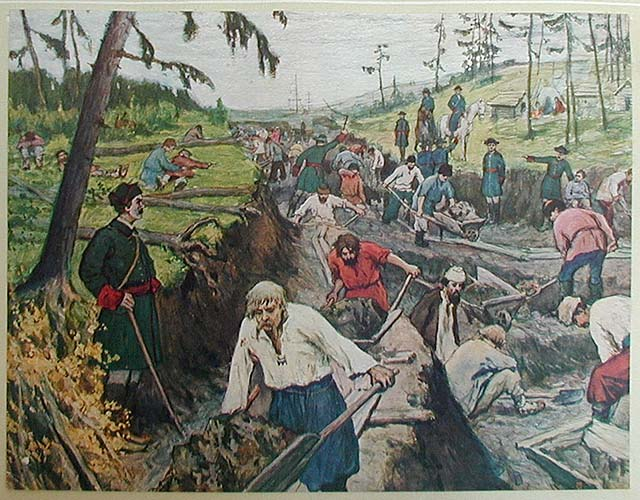
Прорытие Ладожского канала

- Прорытие Ладожского канала1719 — В России началось строительство Ладожского канала[13].
- 1785 — английский изобретатель Эдмунд Картрайт получает патент на механический ткацкий станок с ножным приводом.
- 1786 — указ императрицы Екатерины II о запрещении «пускать шары в предупреждение пожарных случаев и несчастных приключений», долго препятствовавший развитию воздухоплавания в России.
- 1790 — Франция и Алжир подписывают 100-летний мирный договор.
- 1794 — Битва под Рацлавицами, в результате которой войска польских повстанцев под предводительством Тадеуша Костюшко одержали победу над царскими войсками.

### XIX век
- 1809 — русский император Александр I объявил о сохранении свободы вероисповедания в Финляндии.
- 1833 — в продажу в Санкт-Петербурге в магазине Смирдина поступило первое полное издание «Евгения Онегина» Александра Пушкина.
- 1850 — Лос-Анджелес стал городом.
- 1884 — Боливия передаёт Чили прибрежную провинцию Антофагасту, лишаясь выхода к морю.
- 1896 — после сообщения об обнаружении россыпей золота началась золотая лихорадка на Юконе.

### XX век
- 1912 — Ленский расстрел: во время забастовки на Ленских золотых приисках в Сибири правительственные войска открыли огонь по рабочим[14].
- 1917
  - Немецкий посол в Швейцарии получил план проезда через территорию Германии лидеров русской политической эмиграции; вернувшийся в Петроград из эмиграции В. И. Ленин сформулировал т. н. «Апрельские тезисы», в которых призывал перейти от первого этапа революции ко второму, социалистическому — бороться не за парламентскую республику, а за «республику Советов».
  - Министр иностранных дел Временного правительства П.Милюков объявил о внешних целях России в ходе войны: создание Чехословакии, Югославии, воссоединение украинских земель Австро-Венгрии с Россией и обладание Константинополем и Босфорским проливом.
- 1919 — в Италии открыта пассажирская авиалиния Рим — Неаполь на дирижаблях.
- 1920 — избрание П. Н. Врангеля главнокомандующим Русской армией в Крыму.
- 1925 — создание СС.
- 1934 — отражающая обвязка «Кошачий глаз» впервые используется на дорогах около Брадфорда, Йоркшир, Великобритания.
- 1936 — в Одессе был открыт Институт глазных болезней и тканевой терапии, получивший со временем имя его создателя, академика В. П. Филатова.
- 1941 — В Германии состоялась премьера нацистского антианглийского фильма «Дядюшка Крюгер».
- 1944
  - Красная армия отрезала одесской группировке нацистов пути отхода в Румынию.
  - Начало битвы под Кохимой.
- 1945 — войска 2-го Украинского фронта в ходе Братиславско-Брновской наступательной операции освободили Братиславу.
- 1947 — начало деятельности Международной организации гражданской авиации (ИКАО).
- 1949
  - Вашингтоне США, Бельгия, Великобритания, Нидерланды, Дания, Исландия, Италия, Канада, Люксембург, Норвегия, Португалия и Франция подписали Североатлантический договор — на свет появилось НАТО.
  - Постановление Совета Министров СССР о глушении «антисоветских» радиостанций.
- 1953 — официальное сообщение о прекращении дела врачей как сфальсифицированного.
- 1959 — Судан и Сенегал создают объединённое государство (оно распадётся через полтора года).
- 1960 — Сенегал выходит из федерации Мали, которую составлял с 1959 с Суданом.
- 1966 — в Краснодоне расстрелян бывший немецкий полицай, участник арестов и пыток членов «Молодой гвардии» И. Мельников.
- 1972 — руководство КПСС отказало в визе шведским представителям для вручения Нобелевской премии по литературе Александру Солженицыну.
- 1973 — в Нью-Йорке (Манхэттен) состоялось открытие Всемирного торгового центра.
- 1975 — катастрофа C-5 под Таншоннятом. Погибли 155 человек, в основном дети.
- 1977 — Катастрофа DC-9 в Нью-Хоупе, погибли 72 человека, 22 выжили.
- 1983 — состоялся первый полёт американского космического челнока «Челленджер».
- 1987 — Катастрофа DC-9 в Медане.
- 1994
  - Основана компания Netscape Communications (называвшаяся в то время «Mosaic Communications Corporation»).
  - В Амстердаме произошло крушение самолёта Saab 340 компании KLM Cityhopper, погибли 3 человека.

### XXI век
- 2004 — начало восстания шиитов против оккупационных сил в Ираке под руководством исламской организации «Армия Махди».
- 2008 — в Бухаресте завершился саммит НАТО.
- 2011 — в столице ДРК городе Киншасе произошла авиакатастрофа самолёта «CRJ-100».
- 2017 — применение химического оружия в сирийском городе Хан-Шейхун.
- 2018 — в австралийском Голд-Косте начались XXI Игры Содружества.
- 2023 — Финляндия вступила в НАТО.
- 2025 — ВС РФ нанесли ракетный удар по Кривому Рогу, 19 человек погибли (среди них 9 детей), 74 человека получили ранения.

## Родились
См. также: Категория:Родившиеся 4 апреля

### До XIX века
- 188 — Септимий Бассиан Каракалла (убит в 217), римский император (211—217), из династии Северов.
- 1415 — Рэннё (ум. 1499), японский буддистский лидер, патриарх реформированной буддистской церкви.
- 1648 — Гринлинг Гиббонс (ум. 1721), рождённый в Голландии английский резчик по дереву, автор отделки собора Святого Павла и Сент-Джеймсского собора в Лондоне.
- 1688 — Жозеф Никола Делиль (или Осип Николаевич Делиль; ум. 1768), французский астроном и картограф.
- 1758 — Пьер Поль Прюдон (ум. 1823), французский живописец-романтик и рисовальщик, придворный декоратор Наполеона.
- 1771 — Этьен Бордесуль (ум. 1837), французский полководец.
- 1780 — Эдвард Хикс (ум. 1849), американский живописец и проповедник-квакер, выдающийся представитель «наивного искусства».

### XIX век
- 1818 — Томас Майн Рид (ум. 1883), английский писатель, автор приключенческой литературы.
- 1821 — Линус Йель[англ.] (ум. 1868), американский изобретатель цилиндрического дверного замка.
- 1823
  - Александра Бахметева (ум. 1901), писательница, почётный член Общества любителей российской словесности.
  - Карл Вильгельм Сименс (ум. 1883), немецкий и британский инженер-механик, изобретатель и промышленник.
- 1829
  - Генрих Леер (ум. 1904), российский военный теоретик и историк, генерал от инфантерии.
- 1833 — Николай Маслов (ум. 1892), русский писатель-беллетрист.
- 1841 — Павел Козлов (ум. 1891), русский поэт, переводчик и композитор.
- 1846 — Граф Лотреамон (наст. имя Изидор Люсьен-Дюкасс; ум. 1870), французский прозаик и поэт, предтеча символизма и сюрреализма.
- 1875 — Пьер Монтё (ум. 1964), французский и американский дирижёр.
- 1876 — Морис де Вламинк (ум. 1958), французский живописец-пейзажист, музыкант и писатель.
- 1882 — Эмиль Филла (ум. 1953), живописец, график и скульптор, один из крупнейших представителей чешского кубизма.
- 1884 — Исороку Ямамото (погиб в 1943), адмирал, главнокомандующий Объединённым флотом Японской империи во время Второй мировой войны, маршал флота Японии.
- 1890 — Антонина Колотилова (ум. 1962), певица, исполнительница русских народных песен, организатор и художественный руководитель Северного русского народного хора, народная артистка РСФСР.
- 1894 — Дмитрий Чижевский (ум. 1977), российский и немецкий славист, историк церкви, философ, литературовед.
- 1898 — Ян Лауда (ум. 1959), чешский скульптор, педагог, общественный деятель.
- 1899 — Владимир Стенберг (ум. 1982), советский художник-график, конструктивист, сценограф, мастер киноплаката.
- 1900 — Юрий Васнецов (ум. 1973), советский книжный график, живописец, сценограф, иллюстратор книг для детей.

### XX век
- 1903
  - Сигизмунд Навроцкий (ум. 1976), украинский советский кинорежиссёр и сценарист.
  - Филарет (в миру Георгий Николаевич Вознесенский; ум. 1985), митрополит, 3-й глава Синода Русской православной церкви за границей (1965—1985).
- 1904 — Александр Афиногенов (погиб в 1941), советский драматург и критик, автор пьес «Машенька», «Чудак», «Страх» и др.
- 1907 — Николай Коляда (погиб в 1935), советский и украинский композитор и альпинист.
- 1908 — Сигизмунд Кац (ум. 1984), советский композитор-песенник, народный артист РСФСР.
- 1910 — Юрий Герман (ум. 1967), советский писатель, драматург и киносценарист.
- 1914
  - Маргерит Дюрас (ум. 1996), французская писательница, сценарист, кинорежиссёр и актриса.
  - Елена Мазаник (ум. 1996), советская разведчица, непосредственная исполнительница уничтожения генерального комиссара Белоруссии Вильгельма Кубе, Герой Советского Союза.
- 1915
  - Роман Романов (наст. фамилия Букин) (ум. 2010), эстрадный актёр, конферансье, заслуженный артист России.
  - Мария Скворцова (ум. 2000), советская и российская актриса театра и кино, мастер эпизода.
  - Мадди Уотерс (Маккинли Морганфилд; ум. 1983), американский блюзовый гитарист, певец и композитор.
- 1922 — Элмер Бернстайн (ум. 2004), американский кинокомпозитор, композитор-песенник, дирижёр.
- 1928
  - Аушра Аугустинавичюте (ум. 2005), литовский экономист, социолог, психолог, основоположница соционики.
  - Элина Быстрицкая (ум. 2019), актриса театра и кино, театральный педагог, народная артистка СССР.
- 1932
  - Энтони Перкинс (ум. 1992), американский актёр, певец, кинорежиссёр.
  - Андрей Тарковский (ум. 1986), режиссёр театра и кино, сценарист, народный артист РСФСР.
- 1934 — Кронид Любарский (ум. 1996), советский астроном и астрофизик, правозащитник, политзаключённый.
- 1938 — Илья Резник, советский и российский поэт-песенник, народный артист РФ.
- 1941
  - Григоре Григориу (погиб в 2003), советский и молдавский актёр театра и кино.
  - Феликс Чуев (ум. 1999), советский поэт, писатель, публицист.
- 1945 — Даниэль Кон-Бендит, один из лидеров студенческих волнений во Франции в мае 1968 г.
- 1946
  - Сергей Лейферкус, оперный певец (баритон), народный артист РСФСР.
  - Дейв Хилл, гитарист и бэк-вокалист британской рок-группы «Slade».
- 1948
  - Пик Визерс[англ.], барабанщик британской рок-группы «Dire Straits».
  - Дэн Симмонс, американский писатель-фантаст, лауреат всех значимых премий в своём жанре.
- 1949
  - Павел Гусев, советский и российский журналист, главный редактор «Московского комсомольца» (с 1983).
  - Абдулла Оджалан, курдский политический и военный деятель, основатель и лидер Рабочей партии Курдистана.
- 1950 — Кристин Лахти, американская актриса и кинорежиссёр, лауреат премий «Эмми», «Оскар» и двух «Золотых глобусов».
- 1952 — Гэри Мур (ум. 2011), североирландский гитарист, певец, композитор, продюсер, аранжировщик, лидер группы «Skid Row».
- 1954 — Мэри-Маргарет Хьюмс, американская телевизионная актриса.
- 1957 — Аки Каурисмяки, финский кинорежиссёр, актёр, сценарист, продюсер.
- 1958 — Констанс Шульман, американская актриса кино, телевидения и озвучивания.
- 1960
  - Богдан Макуц, украинский советский гимнаст, олимпийский чемпион (1980), двукратный чемпион мира.
  - Лоррейн Туссен, американская актриса кино и телевидения.
  - Хьюго Уивинг, британско-австралийский актёр кино и телевидения.
- 1962 — Джонси Уорик (погиб в 1998), британский адвокат, благотворитель.
- 1963 — Дэйл Хаверчук (ум. 2020), канадский хоккеист и тренер, член Зала хоккейной славы.
- 1964
  - Бранко (наст. имя Клаудио Ибраим Вас Леал), бразильский футболист, чемпион мира (1994).
  - Лори Хибберд, канадская журналистка и телеведущая.
- 1965
  - Роберт Дауни — младший, американский актёр, продюсер и музыкант, лауреат премий «Золотой глобус», BAFTA и др.
  - Алексей Полуян (ум. 2010), советский и российский актёр театра и кино, поэт, музыкант.
- 1966
  - Нэнси Маккеон, американская актриса, кинорежиссёр, сценарист и кинопродюсер.
  - Маргарита Шубина, советская и российская актриса театра, кино и телевидения, режиссёр.
- 1967 — Дмитрий Нагиев, российский шоумен, актёр театра кино и телевидения, теле- и радиоведущий.
- 1970 — Марк Кирхнер, немецкий биатлонист, трёхкратный олимпийский чемпион, многократный чемпион мира.
- 1972 — Владимир Юровский, российский дирижёр.
- 1976 — Антон Комолов, российский радио- и телеведущий, диджей, актёр дубляжа, шоумен.
- 1979
  - Хит Леджер (ум. 2008), австралийский актёр и клипмейкер, лауреат премий «Оскар», «Золотой глобус».
  - Наташа Лионн (Наташа Бьянка Лионн Браунштейн), американская актриса, сценаристка, продюсер, режиссёр.
  - Роберто Луонго, канадский хоккеист, олимпийский чемпион (2010), обладатель Кубка мира (2004), двукратный чемпион мира.
  - Максим Опалев, российский гребец на каноэ, олимпийский чемпион 2008 года, 13-кратный чемпион мира.
- 1980 — Бекзат Саттарханов (погиб в 2000), казахский боксёр, олимпийский чемпион в полулёгком весе (2000).
- 1983 — Аманда Ригетти, американская актриса и кинопродюсер.
- 1985 — Руди Фернандес, испанский баскетболист, двукратный чемпион мира, трёхкратный чемпион Европы.
- 1986 — Морис Манифика, французский лыжник, многократный призёр Олимпийских игр и чемпионатов мира.
- 1987
  - Сара Гадон, канадская актриса кино и телевидения.
  - Сами Хедира, немецкий футболист, чемпион мира (2014), победитель Лиги чемпионов УЕФА (2013/14).
- 1991 — Джейми Линн Спирс, американская актриса и певица.
- 1996 — Эндрю Манджипани, канадский хоккеист, чемпион мира (2021).

## Скончались

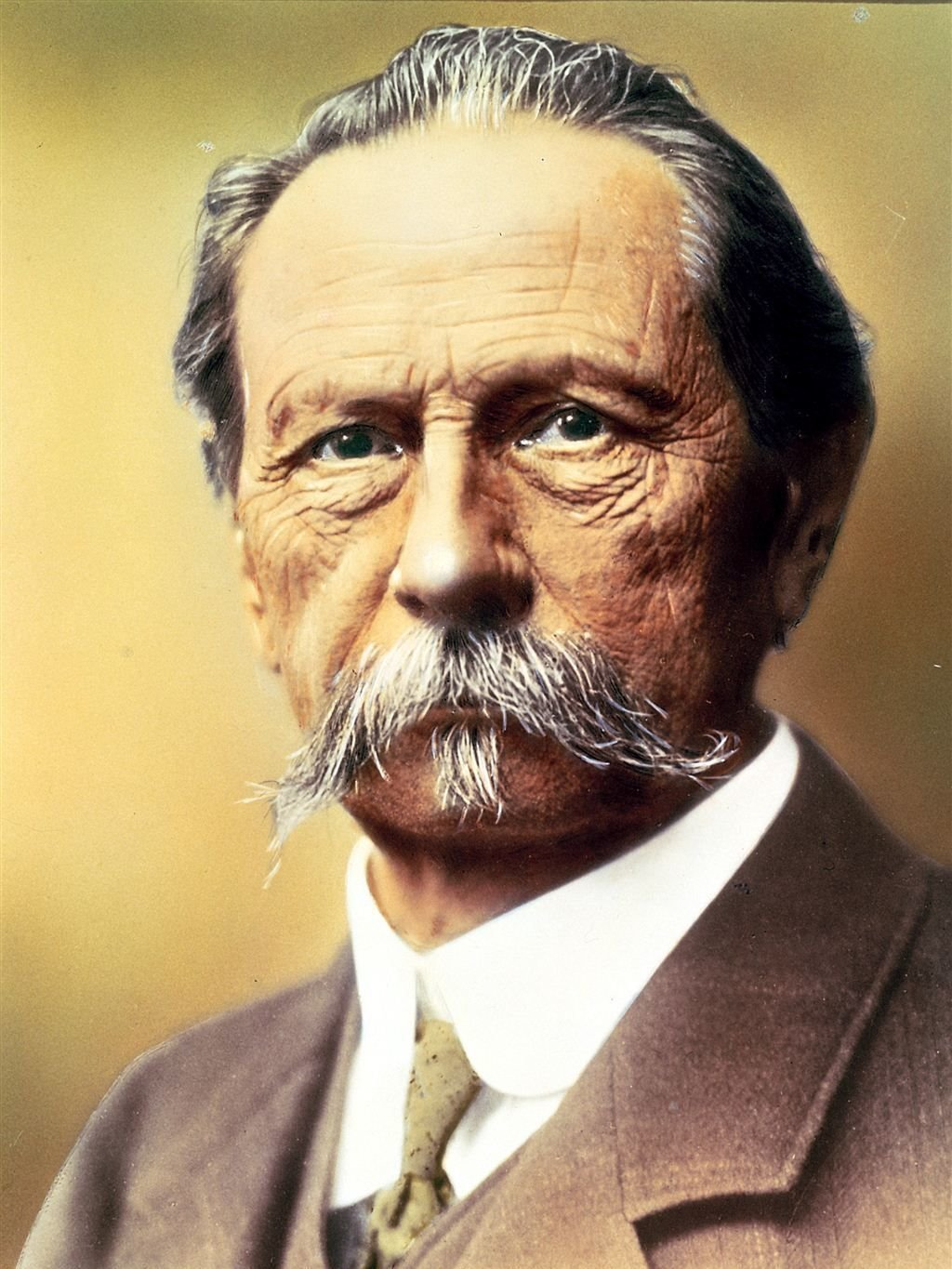
Карл Бенц

См. также: Категория:Умершие 4 апреля

### До XIX века
- 636 — Исидор Севильский, испанский церковный писатель и учёный, автор первой в истории энциклопедии, католический святой.
- 1284 — Альфонсо X (р. 1221), король Кастилии и Леона (1252—1284).
- 1305 — Жанна I Наваррская (р. 1273), королева Наварры (с 1274), супруга короля Франции Филиппа IV Красивого.
- 1461 — Георг Пурбах (р. 1423), австрийский астроном и математик.
- 1536 — Марино Санудо Младший (р. 1466), венецианский историк и государственный деятель.

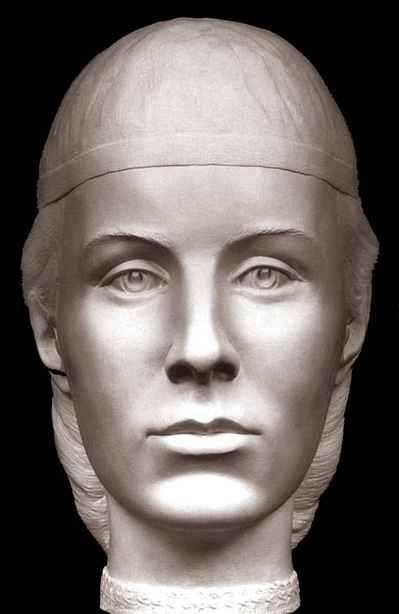
Елена Глинская

- Елена Глинская1538 — княгиня Елена Глинская (р. ок. 1508), вторая жена московского великого князя Василия III, мать Ивана Грозного и Юрия Васильевича.
- 1609 — Карл Клузиус (р. 1525), нидерландский и французский ботаник, основоположник голландской индустрии луковичных растений.
- 1774 — Оливер Голдсмит (р. 1728), английский писатель-прозаик, поэт и драматург.

### XIX век
- 1806 — Карло Гоцци (р. 1720), итальянский писатель и драматург.
- 1807 — Жозеф Жером Лефрансуа де Лаланд (р. 1732), французский астроном.
- 1813 — Василий Грушецкий (р. 1743), российский генерал-поручик, действительный тайный советник, сенатор.
- 1833 — Александр Фридрих Карл Вюртембергский (р. 1771), австрийский и российский генерал от кавалерии, государственный деятель, дядя российских императоров Александра I и Николая I.

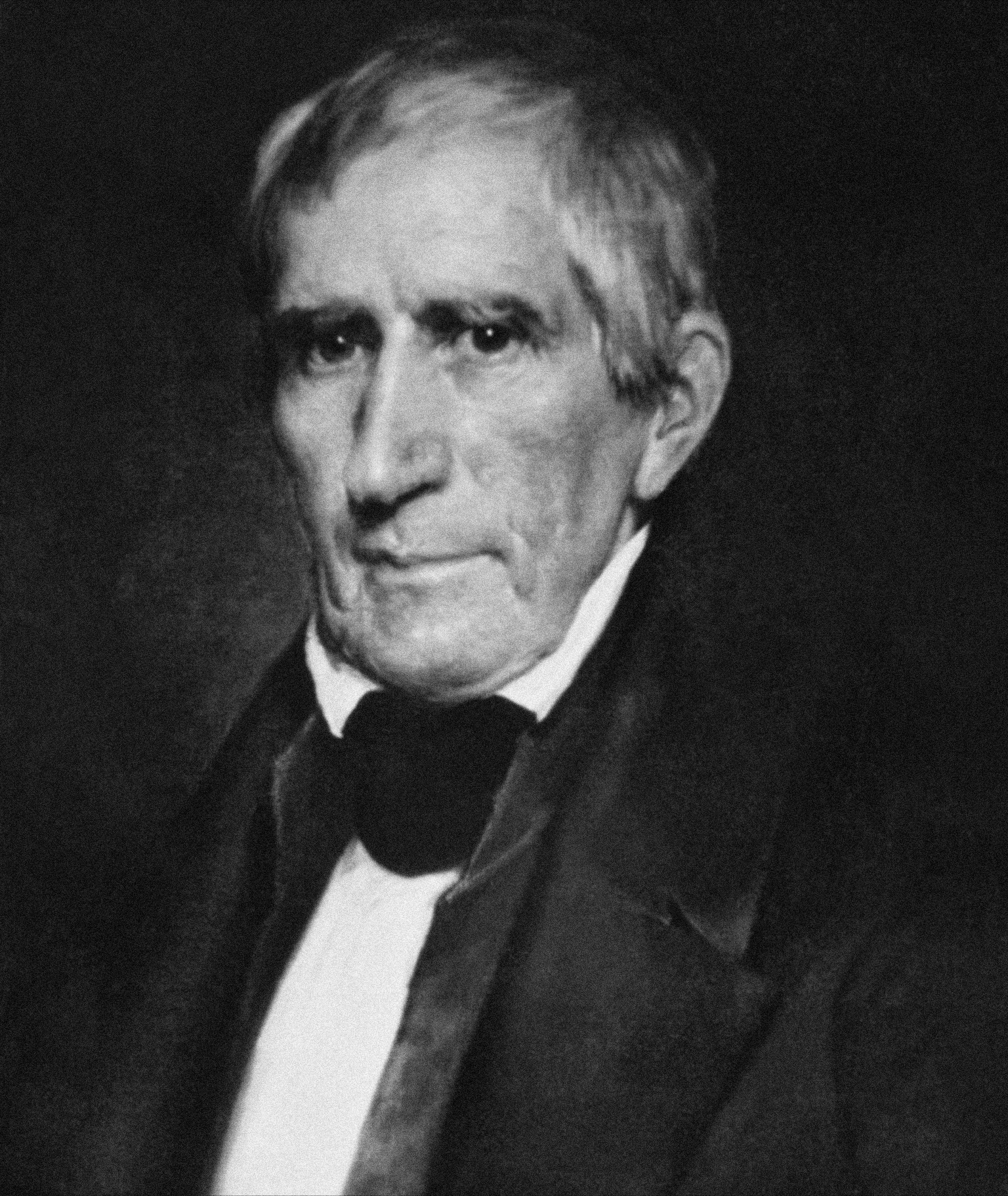
Гаррисон, Уильям Генри

- 1841 — Уильям Гаррисон (р. 1773), 9-й президент США (в 1841), пробывший президентом меньше всех прочих: 32 дня, 12 часов и 30 минут.
- 1870 — Генрих Густав Магнус (р. 1802), немецкий физик и химик.
- 1886 — Евгений Лансере (р. 1848), российский скульптор-анималист.

### XX век
- 1905 — Константин Менье (р. 1831), бельгийский скульптор и художник.
- 1909 — Адольф фон Зонненталь (р. 1834), австрийский актёр.
- 1913 — Эдуард Доуден (р. 1943), английский и ирландский поэт, историк литературы, критик и литературовед.
- 1918 — Герман Коген (р. 1842), немецкий философ-идеалист.
- 1919 — Иван Кочубей (р. 1893), герой Гражданской войны в России, красный командир.
- 1923
  - Джон Венн (р. 1834), английский логик и философ, придумавший диаграмму Венна.
  - Юлий Мартов (наст. фамилия Цедербаум; р. 1873), российский политический деятель, революционер-меньшевик.
- 1926 — Август Тиссен (р. 1842), немецкий промышленник.
- 1929 — Карл Бенц (р. 1844), немецкий инженер, изобретатель, пионер автомобилестроения.
- 1931 — Андре Мишлен (р. 1853), французский инженер и промышленник, соучредитель компании Michelin.
- 1932 — Вильгельм Фридрих Оствальд (р. 1853), российский и немецкий физико-химик, философ, лауреат Нобелевской премии по химии (1909).
- 1934 — Сальваторе Ди Джакомо (р. 1860), итальянский писатель-прозаик, поэт и драматург.
- 1953 — Кароль II (р. 1893), король Румынии (1930—1940).
- 1966 — Альфред Науйокс (р. 1911), офицер разведки Третьего рейха, оберштурмбаннфюрер СС.
- 1967 — Эктор Скароне (р. 1898), уругвайский футболист, чемпион мира (1930), двукратный олимпийский чемпион (1924, 1928).
- 1968 — убит Мартин Лютер Кинг (р. 1929), американский священнослужитель, лидер борьбы за гражданские права.
- 1976 — Борис Игнатович (р. 1899), советский фотограф, мастер документальной фотографии.
- 1979
  - казнён Зульфикар Али Бхутто (р. 1928), президент (1971—1973) и премьер-министр (1973—1977) Пакистана.
  - Сергей Марков (р. 1906), русский советский поэт, прозаик, историк, географ, путешественник.
- 1983 — Глория Свенсон (р. 1899), американская актриса, звезда Голливуда 1920-х годов.
- 1984
  - Олег Антонов (р. 1906), советский авиаконструктор, академик АН СССР.
  - погиб Александр Федотов (р. 1932), заслуженный лётчик-испытатель СССР, Герой Советского Союза.
- 1985 — Динара Асанова (р. 1942), советский кинорежиссёр, актриса, сценарист.
- 1990
  - Леонид Душкин (р. 1910), советский учёный и изобретатель, конструктор реактивных двигателей.
  - Марк Фрадкин (р. 1914), композитор-песенник, народный артист СССР.
- 1991 — Макс Фриш (р. 1911), швейцарский писатель и драматург.
- 1992 — Николай Астров (р. 1906), советский конструктор бронетанковой техники.
- 1997 — Владимир Солоухин (р. 1924), русский советский писатель и поэт.

### XXI век
- 2002 — Николай Петров (р. 1960), советский и российский гитарист, участник рок-группы «Nautilus Pompilius».
- 2004 — Никита Богословский (р. 1913), композитор, дирижёр, пианист, народный артист СССР.
- 2009 — Ирина Ликсо (р. 1920), актриса Малого театра и кино, народная артистка РСФСР.
- 2013
  - Роджер Эберт (р. 1942), американский кинокритик, телеведущий, писатель, лауреат Пулитцеровской премии.
  - Нобору Ямагути (р. 1972), японский писатель.
- 2016 — Чус Лампреаве (р. 1930), испанская актриса кино и телевидения.
- 2019 — Георгий Данелия (р. 1930), кинорежиссёр, актёр, сценарист, публицист, народный артист СССР.
- 2025
  - Юрий Коротков (р. 1955), советский и российский писатель и киносценарист.
  - Фридрик Олафссон (р. 1935), исландский шахматист, гроссмейстер (1958), четвёртый президент в истории ФИДЕ (1978—1982).

## Народный календарь, приметы и фольклор Руси
Василий Теплый, Солнечник, Капельник, Парник.
- На Василия Тёплого солнце в кругах — к урожаю.
- Если в этот день при восходе солнца видны на небе красные круги, то этот год обещает плодородие.
- Первый апрельский дождь воза золотого стоит, говорили наши предки.
- Синие облака — к теплу и дождю.
- В это время прилетают скворцы: «Апрельский скворец — весны гонец».
- Наши предки говорили: «Ни холоднее марта, ни теплее мая апрелю не быть».
- Таяние снега с северной стороны муравейника обещает теплое, долгое лето, с южной — холодное[15].
- Утром на капельника, на Руси выходили посмотреть на восходящее солнце.
- Коли собирались строить новый дом, смотрели где капель с крыш падает, о землю ударяется и под то место дома не рубили ибо оно мол, с годами подпустило воду и на этом месте — проторёный путь водице ко глуби земной[16].